# Boris Mirkine-Guetzevitch
Boris Mirkine-Guetzevitch (1 de janeiro de 1892 em Kiev, Ucrânia – 1 de abril de 1955 em Paris, França) foi um jurista russo, que morou e publicou na França.

## Biografia
Mirkine-Guetzevitch, nascido em Kiev, estudou em Petrogrado (posteriormente denominada de "São Petersburgo"), onde durante algum tempo foi professor. Após opor-se com afinco ao regime que o lançou ao exílio, emigrou para a França, onde adquiriu moradia. Mirkine-Guetzevitch adaptou-se tão bem a França, que o povo francês chegou a considerá-lo igualmente como um francês. Por lá, estudou com o historiador Alphonse Aulard, e tornou-se um grande mestre do Direito Constitucional.
Após estabelecido na França, fundou o Instituto de Direito Comparado, pertenceu e foi secretário-geral do Instituto Internacional de Direito Público, e foi redator, juntamente com Leopold Boissier e Adrien Robinet, do Informations Constitutionelles et Parlamentaires, suplemento do Boletín Interparlamentario.
Morreria em 1955, após uma grande enfermidade, aos 63 anos.

## Pensamento
Mirkine-Guetzevitch escreveu a maior parte de suas obras sobre o Direito Constitucional, especialmente interessado no conceito de racionalização do poder. Escreveu também sobre o Direito Internacional. Foi criador do conceito de parlamentarismo racionalizado.
O parlamentarismo é dito racionalizado quando o regime parlamentarista organiza de maneira minuciosa e detalhada as relações entre o governo e o parlamento, e supervisiona os procedimentos de comprometimento de responsabilidade do governo perante o parlamento.
Boris Mirkine-Guetzevitch definiu o conceito de parlamentarismo racionalizado como "un ensemble de mécanismes constitutionnels destinés à assurer la stabilité de l'exécutif" (“um conjunto de mecanismos constitucionais destinados a assegurar a estabilidade do executivo”).

## Principais obras
- Les Nouvelles Tendances du Droit Constitutionnel (Paris: Marcel Giard, 1931). Traduzido para o português por Cândido Mota Filho sob o título de “As novas tendências do direito constitucional” (São Paulo: Companhia Editora Nacional, 1933). Traduzido também para o espanhol sob o título de “Modernas tendências del derecho constitucional” (Madrid: Reus, 1934).
- Droit Constitutionnel International (Paris: Recueil Sirey, 1933). Traduzido para o espanhol sob o título de “Derecho Constitucional Internacional” (Madrid: Reus, 2009).
- Les Constitutions Européennes. 2 volumes. (Paris: Presses Universitaires de France, 1951). Traduzido para o português por Marina Godoy Bezerra sob o título de "Evolução Constitucional Europeia" (Rio de Janeiro: José Konfino, 1957). Destaca-se nessa coletânea, especialmente, a introdução sob o título de Método de Estudo das Constituições Comparadas, traduzido em 1986 para o português pelo advogado cientista político Nelson Paes Leme em colaboração com a tradutora Maria Helena Amoroso Lima Senise, embora não publicado à época.